# Смагіно (Нижньогородська область)
Смагіно (рос. Смагино) — село в Бутурлинському районі Нижньогородської області Російської Федерації.
Населення становить 323 особи. Входить до складу муніципального утворення робітниче селище Бутурлино.

## Історія
Від 2009 року входить до складу муніципального утворення робітниче селище Бутурлино.

## Населення
| 1999 | 2002 | 2010 |
| ---- | ---- | ---- |
| 391  | ↘357 | ↘323 |